# ホセ・アントニオ・エスクレド
ホセ・アントニオ・エスクレド・ライモンデス（José Antonio Escuredo Raimóndez , 1970年1月19日- ）はスペイン・ジローナ出身の自転車競技（トラックレース）選手。
2004年アテネオリンピック、2006年の世界自転車選手権（ボルドー）におけるケイリン種目でともに銀メダルを獲得している実力者だが、どちらかといえば日本の競輪における活躍ぶりが目覚しい選手。その理由として、競輪特有の戦法である「捌き」がうまい点が挙げられる。もちろん、自力での戦法もできる選手。
国際競輪の出場は過去3回（2005年 - 2007年）だが、通算40戦22勝、優勝3回と勝率が5割を超えており、とりわけ2006年の活躍は目覚しく、12戦9勝、優勝2回という成績もさることながら、同年7月6日の小倉競輪場において、同競輪場のバンクレコードとなる10秒50（上がり200mのタイム）をたたき出した。2007年の成績は15戦7勝、優勝1回。ちなみに小倉での国際競輪では2年連続で完全優勝（3連勝）を果たしている。